# Ruzsa
Ruzsa är en ort i Ungern.   Den ligger i provinsen Csongrád-Csanád, i den centrala delen av landet, 140 km söder om huvudstaden Budapest. Ruzsa ligger 113 meter över havet och antalet invånare är 2 764.